# Phraséologie
Pour les articles homonymes, voir phraséologie (homonymie).
La phraséologie est une branche de la linguistique qui étudie les combinaisons de mots partiellement ou totalement figées, appelées unités phraséologiques, en opposition avec les combinaisons libres de mots,.
Cette discipline est relativement jeune, s’affirmant en tant que telle à partir des années 1970, et il y a des controverses concernant aussi bien son statut exact dans le cadre de la linguistique, que son objet, étant donné qu’il est difficile de préciser quelles combinaisons de mots peuvent être considérées comme des unités phraséologiques et quelle est leur typologie. La terminologie utilisée dans son domaine est également controversée.

## Historique de la phraséologie
Les premiers éléments de phraséologie apparaissent vers la fin du XIXe siècle dans des travaux de linguistique générale, par des mentions sous diverses appellations de ce que dans cet article on appelle unités phraséologiques. Ainsi, concernant l’allemand, Hermann Paul (1880) indique la présence de certaines expressions figées formées d’éléments qui constituent un bloc, fréquemment employées et ayant un sens totalement différent de celui de ses éléments considérés séparément. Concernant l’anglais, Henry Sweet (1891) mentionne des combinaisons de mots qu’il appelle idioms, régulières du point de vue formel mais irrégulières du point de vue sémantique. Pour le français, Michel Bréal (1897) fait mention de groupes de mots qu’il appelle formules, locutions ou groupes articulés, qui se caractérisent par la fixité et l’opacité sémantique.
Le linguiste suisse Charles Bally (1909) est le premier à utiliser le terme phraséologie dans un sens linguistique, entendant par cela l’ensemble des traits d’un groupe de mots où chaque élément perd partiellement ou totalement son sens individuel, le groupe présentant ainsi un sens à part. Il appelle un tel groupe locution composée. Ultérieurement, le terme phraséologie s’est imposé en tant que nom de discipline.
Par la suite, les unités phraséologiques sont abordées de façon marginale encore, par Ferdinand de Saussure (1916), par exemple, qui les appelle locutions toutes faites, puis par Albert Sechehaye (1921) qui parle de locutions dont les composants perdent leur identité sémantique, et de mots composés, dont les composants la gardent. Le linguiste hollandais Cornelis de Boer (1922) distingue ce qu’il appelle syntaxe figée ou locutionnelle, et syntaxe vivante ou mobile.
La constitution de la phraséologie en tant que discipline à part commence dans les années 1930-1940 en Union Soviétique, où ses bases théoriques sont formulées par des linguistes tels E. D. Polivanov ou V. V. Vinogradov. Ensuite, des contributions importantes à la phraséologie sont apportées par des linguistes allemands et français. Un linguiste roumain émigré, Eugen Coșeriu, s’est occupé dès 1964 de phrasélogie, définissant la notion de « discours répété », dans lequel il incluait les citations, les proverbes, les locutions figées, les formules de comparaison et diverses autres expressions, que le locuteur intègre dans ce que le linguiste appelait « technique libre du discours ».
Depuis les années 1970, on peut parler de la phraséologie comme d’une discipline affirmée et prenant de l’essor. Dans les années 2010, il y a relativement beaucoup de chercheurs qui s’occupent de phraséologie, sur le terrain de leur langue ou en perspective bi- ou plurilingue. Il existe une Société Européenne de Phraséologie (EUROPHRAS), fondée en 1999, qui organise des colloques et fait paraître des publications dans ce domaine.

## Statut et objet de la phraséologie
La phraséologie étant une discipline relativement jeune, son statut même dans le cadre de la linguistique est controversé. Selon certains auteurs, c’est une branche de la lexicologie, selon d’autres, la phraséologie tient de la lexicologie et de la syntaxe. La phraséologie a en fait un caractère plus largement interdisciplinaire, étant donné que les unités phraséologiques sont étudiées de plusieurs points de vue : lexicale, syntaxique, stylistique, sémantique, ayant aussi des rapports avec l’étymologie. La nécessité de traiter les unités phraséologiques dans les dictionnaires fait que la lexicographie aussi s’en occupe. La phraséologie a aussi des rapports avec la pragmatique, la sociolinguistique, la psycholinguistique, voire avec la culture en général.
La délimitation de l’objet d’étude de la phraséologie est également controversée, parce qu’il n’y a pas d’accord total concernant les groupes de mots pouvant être considérés comme des unités phraséologiques. Les limites vagues de cet objet ont pour origine deux traditions principales différentes. Alors que les phraséologues de l’ancienne Union Soviétique s’occupaient de combinaisons de mots totalement ou presque totalement figées, comme les expressions idiomatiques et les proverbes, et qu’au centre de la tradition française se trouve la notion de fixité, les phraséologues anglophones ont dès le début accordé une grande importance à des combinaisons moins figées, telles les collocations.
Il a existé et il existe toujours une vision plus large et une vision plus restreinte dans cette question. Coșeriu, par exemple, en avait une vision large, incluant dans le discours répété les citations et les proverbes. D’autres excluent ceux-ci de l’objet de la phraséologie, tout comme les dictons, les maximes et les sentences, les formules des contes, etc.. Certains linguistes incluent parmi les unités phraséologiques ce qu’on appelle phrasèmes pragmatiques, pragmatèmes, énoncés liés à une situation, expressions liées, formules situationnelles ou phrases situationnelles, qui faisaient initialement l’objet d’une autre branche de la linguistique seulement, la pragmatique. Dans la catégorie des parémies, dont font partie traditionnellement les proverbes, les dictons, les aphorismes, les maximes et le sentences, certains chercheurs incluent les devises, ainsi que les slogans commerciaux, politiques et sociaux. Chez certains auteurs, on trouve aussi en tant qu’unités phraséologiques des épitaphes, des inscriptions sur des vêtements, des graffitis etc..
La typologie des unités phraséologiques, la délimitation de leurs types les uns des autres et leur classification sont également controversées. La discussion autour des notions d’expression et de locution est typique à cet égard. Certains linguistes les considèrent comme synonymes, d’autres les distinguent par le caractère figuré de la première par rapport au caractère non figuré de la seconde, en admettant que les deux sont des unités phraséologiques, d’autres encore les distinguent tout en excluant la locution du domaine de la phraséologie, au motif qu’elle est équivalente d’un mot partie du discours.

## Terminologie de la phraséologie
Les difficultés mentionnées ci-dessus sont reflétées par l’absence de l’unité terminologique. Pour les diverses combinaisons de mots partiellement ou totalement figées, on rencontre une multitude de termes. D’une part, on peut trouver plusieurs termes pour un même type d’unité, d’autre part – un seul terme pour plusieurs.
Dans des ouvrages en français, Kocourek 1982 a trouvé 27 termes : composé syntagmatique, dénomination complexe, groupe de mots, groupe lexical, groupe lexicalisé, lexème complexe, lexème syntagmatique, lexie, lexie complexe, locution composée, mot complexe, paralexème, synapsie, syntagme autonome, syntagme codé, syntagme de lexique, syntagme dénominatif, syntagme lexical, syntagme lexicalisé, unité de signification, unité lexicale à deux et plus de deux éléments, unité lexicale complexe, unité lexicale supérieure, unité lexicale syntagmatique complexe, unité sémantique complexe, unité syntagmatique à vocation lexicale, unité syntagmatique de signification. En français également, d’autres termes encore apparaissent, utilisés par divers auteurs eux-mêmes ou cités par eux en se référant à des ouvrages d’autres linguistes : adage, aphorisme, apophtegme, axiome, cliché, collocation, dicton, expression figée, expression fixe, expression idiomatique, formule, idiotisme, locution, locution figée, locution proverbiale, maxime, mot composé, nom composé, parémie, pensée, phrase figée, phrase idiomatique, phrase toute faite, phraséologisme, précepte, proverbe, sentence, synthème, unité phraséologique.
En anglais, Kocourek 1982 a répertorié 15 termes : composite lexeme, compound lexical unit, formula, frozen collocation, idiom, lexeme, lexical cluster, locution, phrasal compound phrase, phrase idiom, polylexonic lexeme, semantically exocentric expression, specialized hypermorpheme, super unit. Dans d’autres sources on trouve encore : aphorism, collocation, commonplace, complex conjunction, complex preposition, compound, habitual collocation, idiomatic collocation, idiomatic construction, idiomatic expression, idiomatic phrase, idiomatic sentence, linking adverbial, multi-word expression multi-word unit, phrasal verb, phraseme, phraseologism, proverb, proverb fragment, quotation, ready-made utterance, simile, slogan, stereotype.
Parmi tous ces termes il y en a qui dénomment certains types de combinaisons de mots, par exemple « aphorisme », d’autres qui comprennent quelques types, par exemple « parémie », et d’autres encore, qui les englobent tous. Parmi ceux-ci, les plus fréquemment utilisés sont :
- unité phraséologique[28] – (en) phraseological unit ;
- phrasème – (en) phraseme ;
- phraséologisme – (en) phraseologism.

## Sources bibliographiques

### Sources directes
- (hu) Bárdosi, Vilmos, Magyar szólások, közmondások adatbázisa [« Base de données des dictons et proverbes hongrois »], Budapest, Tinta, 2012 (consulté le 11 avril 2023)
- (hu) Bokor, József, « Szókészlettan » [« Lexicologie »], A. Jászó, Anna (dir.), A magyar nyelv könyve [« Le livre de la langue hongroise »], 8e édition, Budapest, Trezor, 2007  (ISBN 978-963-8144-19-5), p. 164-196 (consulté le 13 mars 2018)
- (ro) Busuioc, Ileana, « Tipuri de entități frazeologice » [« Types d’entités phraséologiques »], UniTerm. Revistă electronică de terminologie, nr. 1, 2004, Faculté de lettees, histoire et théologie, Université de l’Ouest de Timișoara (consulté le 13 mars 2018)
- (ro) Constantinescu-Dobridor, Gheorghe, Dicționar de termeni lingvistici [« Dictionnaire de termes linguistiques »], Bucarest, Teora, 1998; en ligne : Dexonline (DTL) (consulté le 13 mars 2018)
- (en) Crystal, David, A Dictionary of Linguistics and Phonetics [« Dictionnaire de linguistique et de phonétique »], 4e édition, Blackwell Publishing, 2008  (ISBN 978-1-4051-5296-9) (consulté le 11 avril 2023)
- (hu) Forgács, Tamás, Frazeológiai kézikönyv megírása és publikálása [« Élaboration et publication d’un guide de phraséologie »], Zárójelentés a T 47060. sz. OTKA kutatási projektről [« Rapport final sur le projet de recherche OTKA, n° T 47060 »], 2007 (consulté le 11 avril 2023)
- González Rey, María Isabel, « Constructions endocentriques et exocentriques des unités phraséologiques », Casal Silva, María Luz et al. (dir.), La lingüística francesa en España camino del siglo XXI, Arrecife Producciones, S.L., 2000,  (ISBN 978-8492379286) (consulté le 13 mars 2018)
- (en) Granger, Sylviane et Paquot Magali, « Disentangling the phraseological web » [« Démêler l’enchevêtrement phraséologique »], Granger, Sylviane et Meunier, Fanny (dir.), Phraseology. An interdisciplinary perspective [« Phraséologie. Perspective interdisciplinaire »], Amsterdam / Philadelphie, John Benjamins Publishing Company, 2008,  (ISBN 978-90-272-3246-5), p. 27-50 (consulté le 13 mars 2018)
- (en) Gries, Stefan Th., « Phraseology and linguistic theory » [« Phraséologie et théorie linguistique »], Granger, Sylviane et Meunier, Fanny (dir.), Phraseology. An interdisciplinary perspective [« Phraséologie. Perspective interdisciplinaire »], Amsterdam / Philadelphie, John Benjamins Publishing Company, 2008,  (ISBN 978-90-272-3246-5), p. 3-26 (consulté le 13 mars 2018)
- Klein, Jean René, La phraséologie (et en particulier les proverbes) dans le Trésor de la langue française informatisé, communication au Séminaire de méthodologie en étymologie et lexicologie historique, ATILF, 24 mai 2006 (consulté le 16 mai 2023)
- Leroi, Marie-Véronique, Le traitement automatique et lexicographique des locutions verbales figées en français, mémoire de recherche, Université Paris III, ILPGA, 2004 (consulté le 13 mars 2018)
- Marque-Pucheu, Christiane, « Les énoncés liés à une situation : mode de fonctionnement et mode d’accès en langue 2 », Hieronymus, no 1, Universitaté de Zadar (Croatie), 2007, p. 25-48 (consulté le 13 mars 2018)
- (ro) Munteanu, Cristinel, Sinonimia frazeologică în limba română din perspectiva lingvisticii integrale [« Synonymie phraséologique en roumain dans la perspective de la linguistique intégrale »], Pitești, Independența Economică, 2007,  (ISBN 978-973-7732-66-8) (consulté le 13 mars 2018)
- Navarro Domínguez, Fernando, « La rhétorique du slogan : cliché, idéologie et communication », Bulletin Hispanique, vol. 107, no 1, 2005, p. 265-282 (consulté le 13 mars 2018)
- (en) Piirainen, Elisabeth, « Figurative phraseology and culture » [« Phraséologie figurative et culture »], Granger, Sylviane et Meunier, Fanny (dir.), Phraseology. An interdisciplinary perspective [« Phraséologie. Perspective interdisciplinaire »], Amsterdam / Philadelphie, John Benjamins Publishing Company, 2008,  (ISBN 978-90-272-3246-5), p. 207-230 (consulté le 13 mars 2018)
- Privat, Maryse, « Le nœud gordien des parémiologues: qu’est-ce qu’un proverbe ? », Thélème. Revista Complutense de Estudios Franceses, no 13, 1998, p. 253-264, PDF à télécharger (consulté le 16 mai 2023)

### Sources indirectes
- Bally, Charles, Traité de Stylistique française, vol. I, Heidelberg, C. Winter, 1909
- Boer, Cornelis de, Essais de syntaxe du français moderne, vol. I, Groningen, P. Noordhoff, 1922
- Bréal, Michel, Essai de sémantique (Science des significations), Paris, Hachette, 1924 (consulté le 13 mars 2018)
- (ro) Colțun, Gheorghe, Frazeologia limbii române [« Phraséologie du roumain »], Chișinău, Arc, 2000
- Coșeriu, Eugen, « Structure lexicale et enseignement du vocabulaire », Actes du premier colloque international de linguistique appliquée, Nancy, 26-31 octombrie 1964, Session II/1, Nancy, Université de Nancy, Annales de l’Est, Mémoire 31, p. 175-217
- (ro) Coteanu, Ion, Gramatica de bază a limbii române [« Grammaire de base du roumain »], Bucarest, Albatros, 1982
- (ro) Hristea, Theodor, « Introducere în studiul frazeologiei » [« Introduction à l’étude de la phraséologie »], Hristea, Theodor et al., Sinteze de limba română [« Synthèses de langue roumaine »], Bucarest, Albatros, 1984
- Kocourek, Rostislav, La langue française de la technique et de la science, Wiesbaden, Oscar Brandstetter, 1982
- Paul, Hermann, Prinzipien der Sprachgeschichte [« Principes de l’histoire de la langue »], Tübingen, Max Niemeyer, 1880
- Saussure, Ferdinand de, Cours de linguistique générale, publié par C. Bally et A. Sechehaye avec la collaboration de A. Riedlinger, Lausanne-Paris, Payot, 1916
- Sechehaye, Albert, « Locutions et composés », Journal de psychologie normale et pathologique, vol. 18, 1921, p. 654-675
- (en) Sweet, Henry, A new English Grammar, logical and historical [« Nouvelle grammaire anglaise, logique et historique »], 2 vol., Oxford, Oxford University Press, 1960
- (ro) Zugun, Petru, Lexicologia limbii române [« Lexicologie du roumain »], Iași, Tehnopress, 2000